# El retrat de Dorian Gray
El retrat de Dorian Gray (títol anglès original: The picture of Dorian Gray) és una novel·la de l'autor irlandès Oscar Wilde, i la seva única novel·la publicada. Va aparèixer per primer cop el juliol de 1890 a la revista Lippincott's Montly Magazine com una història datada del 20 de juny de 1890. L'autor va revisar aquesta primera edició més endavant, amb diversos canvis i un seguit de capítols nous. Aquesta versió va ser publicada per Ward, Lock and Company a l'abril de 1891. És la història d'un jove per qui envellir suposa una tragèdia.
Influït pel cinisme i l'hedonisme del seu amic Lord Henry, qui l'aparta del sensat pintor que els presenta, arriba a desitjar el fet de conservar l'aspecte de joventut més que cap altra cosa, fins al punt que la seva ànima pacta amb el diable per lligar-lo al seu homònim del quadre. D'aquesta manera, ell conserva la seva perfecta bellesa a mesura que el personatge del quadre va envellint.
Reflexió dura i alhora de gran lucidesa sobre el valor de la bellesa i la naturalesa de les passions humanes, base del seu comportament en societat, El retrat de Dorian Gray és una mostra més de la capacitat de Wilde per analitzar la condició humana, de la qual era un gran coneixedor. Brillantment escrit, i sense decaure en la narració en cap punt de la història, Wilde ens ofereix un clàssic de victòria i derrota, aparença i sofriment, vida noble i desgràcia humana, retrat de la veritable misèria d'ànima que s'amaga darrere les personalitats aparentment segures i fortes.

## Personatges[3]
Dorian Gray: és el personatge principal de la novel·la. És descrit com un home jove i
atractiu que queda impressionat per la filosofia hedonista de Lord Wotton. A l'inici del llibre, desitja no envellir mai, un desig que es fa real a través del seu retrat, que comença a absorbir les conseqüències de les seues accions. D'eixa manera, roman jove malgrat el seu estil de vida, que corromp la seua ànima.
Lord Henry Wotton: un dels millors amics de Dorian. És un noble que es limita a
perseguir els plaers. Wotton no té moral ni problemes a l'hora de mostrar les seues tendències hedonistes. També és molt irònic i enginyós. En alguns moments de la novel·la, la seua relació sembla homoeròtica.
Basil Hallward: altre dels millors amics de Dorian. És el pintor que crea el retrat
de Dorian Gray. Comparat amb Wotton, ell no és tan extrem en els seus pensaments, i no defensa l'hedonisme. Per a ell, la bellesa és un objectiu, raó per
la qual s'obsessiona amb Dorian i la seua perfecció física. També ell sembla
enamorat de Dorian en alguns punts del llibre.

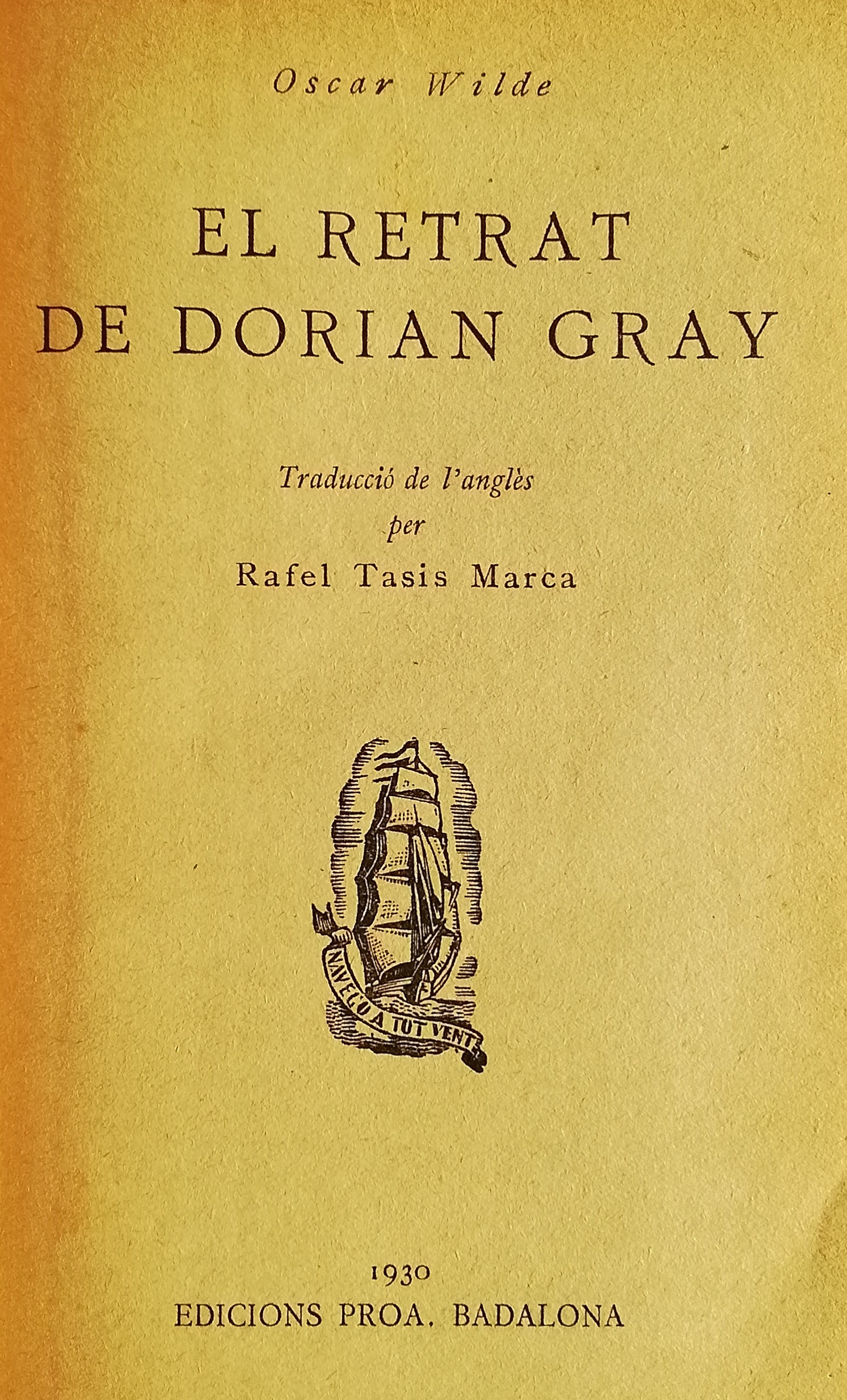
The Picture of Dorian Gray (El Retrat de Dorian Gray) traduït al català i publicat a Badalona l'any 1930

Sibyl Vane: és el principal personatge femení a The picture of Dorian Gray. Apareix al quart capítol, quan Dorian Gray anuncia que es vol casar amb ella. Coneixem a Sibyl a través dels ulls de Dorian, qui la presenta com una noia que tot just té disset anys, “with a little flower-like face, a small Greek head with plaited coils of dark-brown hair, eyes that were violet wells of passion, lips that were like the petals of a rose”. D'ella ens diu que és la criatura més maca que ha vist mai, tant maca que, quan la va veure per primera vegada, els ulls se li van omplir de llàgrimes.
Sibyl Vane és d'una família de classe baixa que es guanya la vida interpretant obres de Shakespeare a un teatre que té aparença de prostíbul als suburbis de Londres. La seva mare, igual que ella, era actriu, però ja està retirada. A més, és filla il·legítima d'un noble que no va poder reconèixer-la ni a ella, ni al seu germà perquè estava casat. Dorian s'enamora de Sibyl perquè la considera Art, considera que és tot el que representa cada nit a l'escenari. Per Dorian no hi ha distància entre allò que Sibyl representa i allò que Sibyl és, la seva interpretació no passa per la mímesi, per la imitació d'unes accions, sinó que ella mateixa és allò que representa. Arriba a dir que vol fer gelós a Romeu, com si ella vertaderament fos Julieta.
La nit que lord Henry i Basil Hallward acompanyen a Dorian al teatre a veure-la actuar, ella ofereix una interpretació pèssima. Sibyl deixa de costat el seu amor pel teatre per centrar-se en l'amor que sent per Dorian. Després d'actuar, li confessa que abans de conèixer-lo, actuar era l'única realitat de la seva vida, era només pel teatre que vivia: “I was Rosalind one night, and Portia the other. The joy of Beatrice was my joy, and the sorrows of Cordelia were mine also. I believed in everything”. Ara, diu, Dorian li ha ensenyat el que la realitat és vertaderament: “To-night, for the first time, I became conscious that the Romeo was hideous, and old, and painted, that the moonlight in the orchard was false, that the scenery was vulgar, and that the words I had to speak were unreal, were not my words, were not what I wanted to say”. L'amor fa que comenci a existir la vertadera Sibyl, prenent distància crítica dels personatges que interpreta. Això és quelcom que Dorian no perdona, enamorat en realitat dels personatges literaris que ella encarnava. Per tant, trenca el compromís amb ella, li diu que ell l'estimava perquè era meravellosa, perquè realitzava els somnis dels grans poetes, perquè era la substància de les ombres de l'art, però que ara ja no significa res per ell: “You are nothing to me now. I will never see you again. I will never think of you. I will never mention your name”.
Dorian no es penedeix d'haver torturat a Sibyl, però a l'adonar-se que la maldat que viu en ell ha desencadenat un procés de degradació moral que queda plasmat al seu retrat, decideix recuperar la perfecció donant a Sibyl una segona oportunitat. No és fins l'endemà, quan vol anar-la a veure, que lord Henry li explica com Sybil, abandonada, es va suïcidar, i va representar, així, la millor escena teatral de la seva vida: morir per amor. Així, tot i que Sibyl sigui un personatge aparentment secundari —ja que apareix poques vegades i mor abans de la meitat del llibre—, la seva importància és capital, ja que és qui desencadena la decadència de Dorian, el personatge principal.
Sibyl Vane ha estat un personatge molt reivindicat, especialment els últims anys. Dos exemples de la importància que ha adquirit serien:
- Sibyl Vane: una banda de música indie rock formada a Barcelona l'any 2003 i dissolta l'any 2007.
- Sibyl Vane: una marca de sabates que va néixer l'any 2001 que sobrepassa els límits d'allò clàssic sense oblidar les necessitats de la dona

James Vane: és el germà de Sibyl. Se’n va de la casa materna per a convertir-se en mariner i viatja fins a Austràlia. Quan rep la notícia que Sybil s'ha suïcidat, torna a Anglaterra per a venjar-se. Però James mai arriba a satisfer el seu desig, ja que mor abans durant un accident de caça.

## Anàlisi
El gènere de l'obra de misteri té tocs de novel·la gòtica per l'horror sobrenatural que implica el retrat que envelleix. Aquest ambient s'enfronta al tema principal, la cerca de la bellesa i l'eterna joventut, quelcom que s'associa usualment a allò plàcid i positiu però que acaba sent horrible per la manca de moralitat del protagonista. El tòpic del Collige, virgo, rosas, ja que, està present en la relació de Dorian i la seva pintura. Les aparences enganyen, la bellesa exterior no serveix de res si no va acompanyada de virtuts interiors i és justament l'obsessió per la primera la que causa la decadència del personatge. El retrat actua com antagonista, reflectint el pas del temps, les pors i les vileses de Dorian fins a fer-lo embogir. Conté també taques de sang, pels crims i pecats de Dorian i és per això que l'acaba disparant, fet que provoca la seva pròpia mort, ja que el retrat contenia la seva ànima. S'hi aprecia el tema del doble, present en una obra de la mateixa època, L'estrany cas del Dr. Jekyll i Mr. Hyde, una novel·la que Wilde admirava.

## Recepció
La novel·la va ser immediatament acusada d'immoralitat, i més tard presentada al judici de Wilde (1895) com a prova de la seva homosexualitat. Si més no, l'edició publicada el 1891 rebaixava el to homoeròtic d'alguns dels seus capítols, arran d'un suggeriment de Walter Pater, amb qui Wilde mantenia correspondència.

## Adaptacions de la novel·la
Se n'han fet dues adaptacions cinematogràfiques:
- Dorian Gray, coproducció italogermànica de 1970, dirigida per Massimo Dallamano i amb Helmut Berger en el paper de Dorian.
- Dorian Gray, una producció britànica de 2009, dirigida per Oliver Parker i amb Ben Barnes en el paper principal.

A més, l'escriptor anglès Will Self n'ha fet una actualització en forma de novel·la titulada Dorian, subtitulada An imitation. Aquesta versió, considerablement més explícita que l'original, està ambientada en l'ambient homosexual de Londres i Nova York d'entre 1980 i 1990, i amb el sorgiment de la Sida de rerefons tràgic. El retrat pictòric hi és substituït per una obra de videoart les imatges de la qual envelleixen mentre que el seu protagonista roman misteriosament jove.